# کوساک
کوساک (به لاتین: Kusak) یک منطقهٔ مسکونی در روسیه است که در سرزمین آلتای واقع شده‌است.